# The Life of Emile Zola
The Life of Emile Zola is een Amerikaanse biografische film uit 1937 van regisseur William Dieterle. Het titelpersonage wordt vertolkt door Paul Muni. De film won in 1938 drie Academy Awards, waaronder die voor beste film.

## Verhaal
Émile Zola is een arme schrijver die in Parijs een kamer deelt met zijn vriend en kunstschilder Paul Cézanne. Op een dag krijgt hij van zijn verloofde Alexandrine te horen dat hij aan de slag mag bij uitgever La Rue. 
Niet veel later ontmoet Zola een prostituee, die hem inspireert tot het schrijven van de roman Nana. De controversiële bestseller wordt gevolgd door andere succesvolle boeken, waardoor Zola in korte tijd uitgroeit tot een rijke en beroemde schrijver. Hij trouwt met Alexandrine en verhuist naar een comfortabele woning. Daar krijgt hij op een dag bezoek van zijn oude vriend Cézanne, die nog steeds arm en onbekend is en op het punt staat de stad te verlaten. De kunstschilder merkt op dat Zola door zijn literair succes nog slechts een schim van zijn vroegere zelf is.
Inmiddels steelt een Franse spion een brief uit de Duitse ambassade. De brief bewijst dat er een verrader zit binnen de top van het Franse leger. De legercommandanten besluiten zonder bewijs dat de joodse officier Alfred Dreyfus de verrader is. De man moet voor de krijgsraad verschijnen en wordt vrijwel meteen schuldig bevonden. Vervolgens moet hij een gevangenisstraf uitzitten op Duivelseiland.
Later wordt kolonel Picquart het nieuwe hoofd van de inlichtingendienst. Hij vindt bewijs dat majoor Walsin-Esterhazy de spion is. Wanneer hij zijn superieuren op de hoogte brengt, wordt hij aangespoord om de zaak stil te houden. Vervolgens wordt Picquart overgeplaatst naar een buitenlandse dienst.
Jaren later probeert Lucie, de echtgenote van Dreyfus, Zola te overtuigen om het onrecht aan te kaarten. De schrijver staat aanvankelijk weigerachtig tegenover haar voorstel, maar besluit dan toch om zijn reputatie op het spel te zetten. In een open brief, getiteld "Ik beschuldig", beschuldigt hij het Franse leger van het verdoezelen van de waarheid. Als gevolg van de controversiële brief wordt Zola door het volk op de hielen gezeten, terwijl zijn boeken en open brief verbrand worden. 
Bovendien wordt hij ook beschuldigd van laster. Er volgt zoals Zola hoopte een rechtszaak, maar tot grote ergernis van zijn advocaat mag hij er de Dreyfusaffaire niet bespreken. De Franse legercommandanten doen er alles aan om zowel de volksjury als de publieke opinie te beïnvloeden, met als gevolg dat Zola schuldig wordt bevonden.
Op aanraden van zijn vriend besluit hij naar Londen te vluchten. Daar blijft hij via de pers schrijven over de affaire. Wanneer de nieuwe regering besluit dat Dreyfus inderdaad onschuldig is, kan Zola terug naar Parijs keren. De avond voor de ceremonie waarop Dreyfus in ere hersteld wordt, sterft Zola aan koolstofmonoxidevergiftiging.

## Rolverdeling

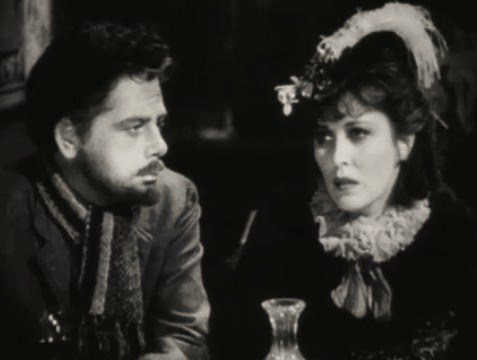
Paul Muni en Erin O'Brien-Moore in The Life of Emile Zola.

| Acteur             | Personage               |
| ------------------ | ----------------------- |
| Paul Muni          | Émile Zola              |
| Gale Sondergaard   | Lucie Dreyfus           |
| Joseph Schildkraut | Kapitein Alfred Dreyfus |
| Gloria Holden      | Alexandrine Zola        |
| Donald Crisp       | Maitre Labori           |
| Erin O'Brien-Moore | Nana                    |
| John Litel         | Charpentier             |
| Henry O'Neill      | Kolonel Picquart        |
| Robert Barrat      | Majoor Walsin-Esterhazy |
| Vladimir Sokoloff  | Paul Cezanne            |
| Grant Mitchell     | Georges Clemenceau      |
| Morris Carnovsky   | Anatole France          |

## Academy Awards

### Prijzen
- Beste film
- Beste acteur in een bijrol – Joseph Schildkraut
- Beste scenario – Heinz Herald, Geza Herczeg, Norman Reilly Raine

### Nominaties
- Beste acteur in een hoofdrol – Paul Muni
- Beste verhaal – Heinz Herald, Geza Herczeg
- Beste artdirection – Anton Grot
- Beste geluid – Nathan Levinson
- Beste assistent-regisseur – Russell Saunders
- Beste muziek – Leo F. Forbstein (muziekdirecteur van Warner Bros.)

## Productie en controverse

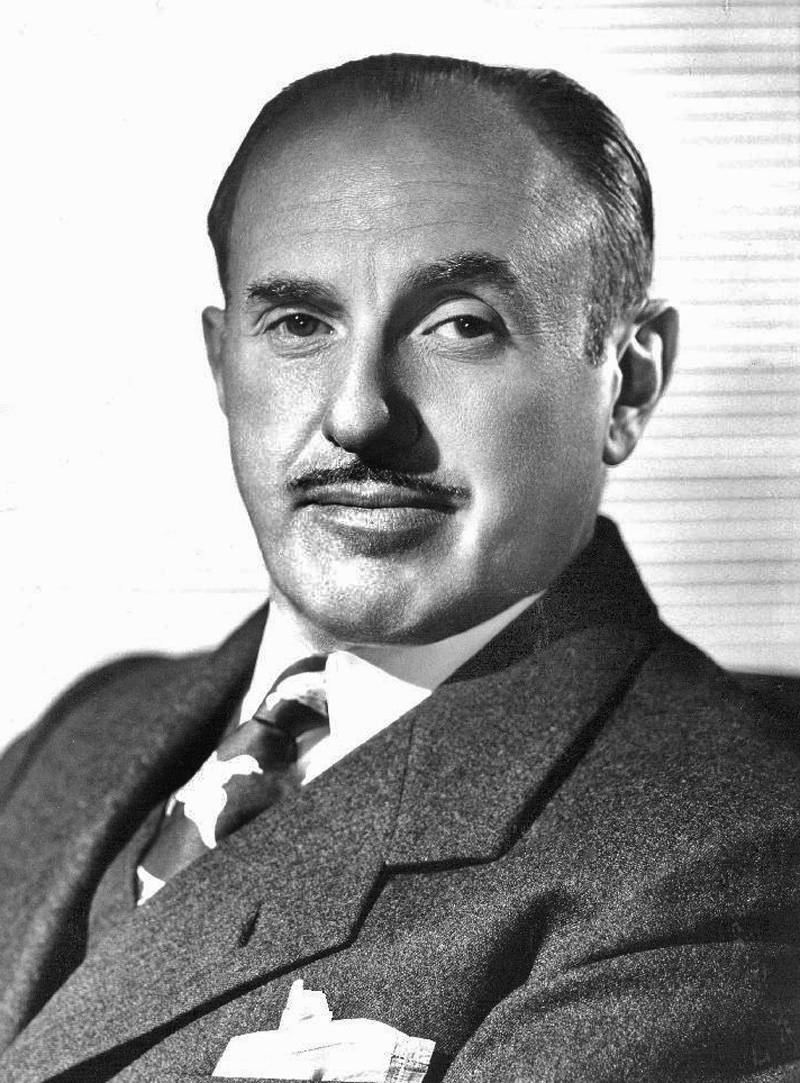
Studiobaas Jack Warner.

Regisseur William Dieterle en hoofdrolspeler Paul Muni hadden een jaar eerder de film The Story of Louis Pasteur gemaakt. In die biografische film stond net als in The Life of Emile Zola een beroemde Fransman centraal. Muni won in 1937 een Academy Award voor zijn vertolking van Louis Pasteur.
In The Life of Emile Zola wordt er veel aandacht besteed aan de controversiële Dreyfusaffaire. De joodse officier Alfred Dreyfus werd in 1894 ten onrechte veroordeeld wegens verraad. Frankrijk was lange tijd in de ban van de zaak, onder meer omdat het een duidelijk geval van antisemitisme in het Franse leger had blootgelegd.
Door de thematiek en het feit dat de film werd uitgebracht in de jaren 1930, de periode waarin de fascistische leider Adolf Hitler in Duitsland de macht greep, zorgde ervoor dat verscheidene filmcritici en historici de prent interpreteerden als een metafoor voor de toenmalige situatie in nazi-Duitsland. Dit idee werd bovendien versterkt doordat de film werd uitgebracht door Warner Bros., de filmstudio die geleid werd door Jack Warner, die niet alleen joods was, maar zich ook al meermaals had uitgesproken tegen Nazi-Duitsland en het opkomend fascisme in Europa. Opvallend is wel dat in de film het woord "jood" of "antisemitisme" nooit in de mond wordt genomen. Slechts één keer en gedurende slechts enkele seconden wordt het geschreven woord "jood" in beeld gebracht. Nochtans bevatte het oorspronkelijke scenario vier keer het woord "jood".
Filmhistorici zijn het niet eens over de mate waarin de productie beïnvloed werd door enerzijds Joseph Breen, de filmcensor die er in de jaren 1930 voor zorgde dat Hollywoodscenario's de Hays Code naleefden, en anderzijds Georg Gyssling, de Duitse consul in Hollywood. Auteur Ben Urwand stelde in 2013 dat Jack Warner zelf verantwoordelijk was voor het schrappen van de dialogen met het woord "jood" in en dat hij dit gedaan had slechts enkele dagen nadat producent Henry Blanke onder druk was gezet door Gyssling. In 2001 beweerde Felicia Herman in haar artikel "Hollywood, Nazism, and the Jews, 1933-41" in het academisch tijdschrift American Jewish History dat het Breen was die Warner had aangespoord om de dialogen te schrappen. Filmcriticus David Denby vatte The Life of Emile Zola in 2013 samen als "een perfect voorbeeld van de gedeeltelijke moed, gedeeltelijke lafheid en volledige verwarring waarmee Hollywood in de jaren 1930 thema's als nazisme en antisemitisme behandelde."

## Vertoning in Nederland
In Nederland draaide de film in 1938 en 1939 in een aantal bioscopen onder de titels De Strijder voor de gerechtigheid en Het Leven van Emile Zola. De Filmkeuring keurde de film goed voor 14 jaar en ouder omdat het verhaal te lang en te opwindend voor de jeugd zou zijn.